# Next Top Model (Grecia)
Next Top Model è un reality show greco, basato sul format statunitense America's Next Top Model. Lo spettacolo, trasmesso a partire dal 2009, è condotto dalla modella greca Vicky Kaya.

## Edizioni
| Edizione | Première          | Vincitrice                           | Seconda classificata | Altre concorrenti | Numero di concorrenti | Destinazione internazionale |
| -------- | ----------------- | ------------------------------------ | -------------------- | --- | --------------------- | --------------------------- |
| 1        | 12 ottobre 2009   | Seraina Kazamia                      | Monika Kwiecien      | Zoí Tranoudaki, Vaso Vilegas, Nina Kalogeropoulou-Knezevic (ritirata), Katia Marinaki, Danái Georganda, Marsida Devole, Anthí Tsompanidou (ritirata), Aretí Stathopoulou, Dionysia "Denia" Agalianou, Ramona Koseleva (ritirata), Christina Pantelidi, Náyla Gougni, Athiná Mourkoussi, Dímitra Alexandraki, Maria Iltsevich & Ioanna Dedi                                                     | 18                    | Milano Londra               |
| 2        | 11 ottobre 2010   | Sidorela "Cindy" Toli                | Evangelia Koutalidou | Maria Markatsian, Ilektra Tsela, Rubini Agapitou, Agní Panagiotatou, Kelly Vourtsi (ritirata), Alíki Karpodini (ritirata), Marina Klitsa, Laura-Ann Markopoulioti, Fenia Dimopoulou, Emily Nicolaidou, Stefanía Papagianni, Jian Nan Peng, Eirini Aligizaki, Nancy Papastavrou, Georgia Antoniou, Jessica Anthi (ritirata), Ioanna Papagianni & Elena Papadopoulou                             | 20                    | Parigi Istanbul             |
| 3        | 11 settembre 2018 | Eirini-Nouné Kazaryan                | Evelina Skitsko      | Sofia Zachariadou (squalificata), Ioanna Desylla, Katerina Visseri, Marianna Mándesi, Garyfalliá Kalifóni (ritirata), Elena Kalliontzí, Meggy Ndrio, Rozana Koutsouku, Eirini Sterianoú, Ioanna Sarrí, Christianna Skoúra, Xanthí Tserefoú, Agápi Olagbegi, Mikaela Eléni Fotiadi, Anna Tsakourídou, Elda Laska & Eirini Ermídou, Evmorfíli "Evi" Ioannídou, Anna Amanatídou, Marianna Penessi | 22                    | Nessuna                     |
| 4        | 8 settembre 2019  | Anna Maria Iliadou & Katia Tarabanko | Keisi Mizhiu         | Katerina Peftitsi, Argyro Maglari, Celia Evangelou, Lydia Katsanikaki, Ioanna Kyritsi, Gloria Deniki, Nina Tzivanidou, Martina Khafichuk (quit), Olga Kalogirou, Suzanna Cuol, Spyroula Kaizer, Marina Grigoriou, Emmanuela Maina, Asimina Charitou, Eleftheria Karnava, Konstantina Florou & Popi Galetsa, Ilda Kroni, Anna Hadji, Hara Pappa, Maria Michalopoulou                            | 24                    | Milano                      |
| 5        | 7 settembre 2020  | Irakles Chuzinov                     | Paraskevi Kerasioti  | Chrysa Kavraki, Alexandra Exarchopoulou, Panagiotis Petsas, Irida Papoutsi, Eirini Mitrakou, Konstantinos Tsentolini, Theodora Rachel, Panagiotis Antonopoulos, Sifis Faradakis, Marinela Zila, Emmanuel Elozieoua, Dimosthenes Tzoumanis, Liia Chuzhdan, Xenia Motskalidou, Mariagapi Xypolia, Edward Stergiou, Emiliano Markou, Andreas Athanasopoulos                                       | 20                    | Nessuna                     |